# Ferrari F80
La Ferrari F80 (nome in codice F250) è un'automobile ad alte prestazioni prodotta dalla casa automobilistica italiana Ferrari a partire dal 2024, erede della Ferrari LaFerrari.

## Contesto
Presentata ufficialmente il 17 ottobre 2024 a Maranello nella sede storica della Ferrari, è la prima vettura della casa automobilistica ad avere un motore elettrico sviluppato, testato e prodotto interamente dalla Ferrari stessa.
La produzione è prevista in 799 esemplari che sono stati già venduti prima della presentazione ufficiale. Il prezzo è a partire da 3,6 milioni di euro.
Il nome "F80" è stato scelto per celebrare l'80º anniversario della fondazione della Ferrari.

## Stile
Lo stile della vettura si ispira alla Ferrari 12Cilindri, per la fascia nera sul cofano anteriore, a sua volta ripresa dalla Ferrari 365 Daytona del 1968, e per i fanali sottili e avvolgenti. Carrozzeria e telaio sono in fibra di carbonio, e generano un carico aerodinamico verticale massimo pari a 1050 kg. Il peso a vuoto è di 1525 kg.

## Caratteristiche tecniche
La vettura è biposto un'ibrida a motore centrale-posteriore, con trazione integrale.
La F80 è dotata di un motore a benzina biturbo V6 con angolo tra le bancate di 120° da 3,0 litri (codice Ferrari F163CF) con una potenza di 900 CV e 850 N·m di coppia, con una potenza specifica di 300 CV/litro la maggiore su di un'auto di serie al momento del debutto, abbinato a tre motori elettrici. Il primo è montato nel cambio robotizzato doppia frizione, con potenza di 60 kW e 45 N·m di coppia. Gli altri due sono posizionati sull'asse anteriore, garantendo così la trazione integrale, con una potenza ciascuno di 105 kW (142 CV) e 121 N·m, il tutto alimentato da una batteria di 2,28 kWh, la potenza totale della vettura è quindi prossima ai 1200 cavalli.